# Glenn Ford
Gwyllyn Samuel Newton Ford, conegut pel nom artístic de Glenn Ford, (Ciutat de Quebec, 1 de maig de 1916 – Beverly Hills, 30 d'agost de 2006) va ser un actor canadenc-estatunidenc, protagonista de la pel·lícula Gilda (1946) juntament amb Rita Hayworth.
Ford sovint retratava homes normals en circumstàncies inusuals. Tot i que va protagonitzar molts gèneres cinematogràfics, alguns dels seus papers més importants van ser a les pel·lícules de cinema negre, com; Gilda (1946) i The Big Heat (1953), i el drama de secundària Blackboard Jungle (1955). Tanmateix, va ser per les comèdies o els westerns que va rebre premis com a actor, incloent-hi tres nominacions als Globus d'Or al millor actor de comèdia o musical, guanyant per Pocketful of Miracles (1961). També va interpretar un paper secundari com a Jonathan Kent, el pagès, pare adoptiu de Clark Kent, l'alter ego de Superman, a la primera pel·lícula de la franquícia Superman (1978).
Glenn Ford es va caracteritzar per fer personatges honestos que patien sota l'abús i que ressorgien sota la determinació i voluntat extrema. També va fer papers discrets de galant.
Ford mai no va arribar a obtenir un premi Oscar; va obtenir un Globus d'Or i en la dècada de 1960, la seva estrella va declinar lentament. Sempre se'l va considerar un actor subvalorat, però la gran gamma de personatges que va interpretar, el va encasellar com un dels mites de Hollywood, amb un fidel grup de fans i una fidel teleaudiència.

## Biografia
Gwyllyn Samuel Newton Ford va néixer l'1 de maig de 1916 a Sainte-Christine-d'Auvergne, Quebec, Canadà Era fill de Hannah Wood ( de soltera Mitchell) i Newton Ford, un enginyer del Canadian Pacific Railway A través del seu pare, Ford era besnebot del primer primer ministre del Canadà, Sir John A. Macdonald, i també estava emparentat amb el vuitè president dels Estats Units, Martin Van Buren (1782–1862, va servir entre 1837 i 1841). El 1922, quan Ford tenia sis anys, la família va emigrar cap al sud-oest, creuant la frontera, als Estats Units, primer a Venice, Califòrnia, i després a Santa Monica, a l'oest de Los Angeles; el seu pare, Newton, va esdevenir conductor d'un tramvia per a la Venice Electric Tram Company, feina que va ocupar fins que va morir als 50 anys el 1940, quan el seu fill Glenn tenia 24 anys.
Mentre assistia a l'institut Santa Monica, Glen va participar activament en produccions dramàtiques escolars amb altres futurs actors com James Griffith. Després de graduar-se cap al 1934, va començar a treballar en petits grups de teatre. Mentre era a l'institut, va fer feines esporàdiques, com ara treballar per al futur famós còmic/artista Will Rogers, qui li va ensenyar a muntar a cavall. Ford va comentar més tard que el seu pare no tenia cap objecció al seu creixent interès per la interpretació, però li va dir: "Està bé que intentis actuar, si primer aprens alguna cosa més. Ser capaç de desmuntar un cotxe i muntar-lo. Ser capaç de construir una casa, cada trosset. Aleshores sempre tindràs alguna cosa". Ford va fer cas del consell patern i dècades més tard, durant la dècada de 1950, quan era un dels actors més populars de Hollywood, treballava regularment en lampisteria, cablejat i aire condicionat a casa seva.
Als 23 anys, Ford va renunciar al seu estatus de súbdit del rei (ciutadania canadenca) i es va naturalitzar com a ciutadà dels Estats Units el 10 de novembre de 1939, fent jurament de lleialtat.

## Inici de la carrera professional

### Columbia Pictures
Ford va actuar en companyies teatrals de la Costa Oest i va tenir un paper al curtmetratge Night in Manhattan (1937) abans d'unir-se a Columbia Pictures el 1939. El seu nom artístic prové de la ciutat natal del seu pare, Glenford, Alberta.
El seu primer paper important al cinema va ser a Heaven with a Barbed Wire Fence (1939) als estudis 20th Century Fox, escrita per Dalton Trumbo. La primera pel·lícula de Ford per a Columbia va ser una de "B", My Son Is Guilty (1939). Va continuar amb altres pel·lícules de "sèrie B" com ara Convicted Woman (1940), Men Without Souls (1940), Babies for Sale (1940) i Blondie Plays Cupid (1941).
Ford va participar en la pel·lícula de més pressupost The Lady in Question (1940), coprotagonitzada per Rita Hayworth . Aquest va ser un drama judicial ben rebut en què Ford interpreta un jove que s'enamora de Rita Hayworth quan el seu pare, Brian Aherne, intenta rehabilitar-la a la seva botiga de bicicletes. Dirigida per l'emigrant hongarès Charles Vidor, les dues joves estrelles emergents van conixer un enllaç a l'instant.

### So Ends Our Night
El director de renom de Hollywood, John Cromwell, va quedar prou impressionat amb la seva obra com per demanar-lo prestat a Columbia per al drama de producció independent  So Ends Our Night (1941), on Ford va oferir una representació commovedora d'un exiliat alemany de 19 anys que fugia a l'Europa ocupada pels nazis.
Treballant amb el guanyador del premi de l'Acadèmia Fredric March i festejant (a la pantalla) Margaret Sullivan, de 30 anys (que havia estat nominada a un premi de l'Acadèmia per Three Comrades de 1938), la interpretació de Ford d'una jove refugiada tímida i ardent va captar l'atenció fins i tot en una companyia tan estel·lar. «Glenn Ford, un nouvingut molt prometedor», va escriure Bosley Crowther, The New York Times en una crítica del 28 de febrer de 1941, «extreu més substància i simplicitat atractiva del seu paper del noi que qualsevol altre del repartiment».
Treballant amb el guanyador del premi de l'Acadèmia Fredric March i festejant (a la pantalla) Margaret Sullivan, de 30 anys (que havia estat nominada a un premi de l'Acadèmia per Tres camarades de 1938), la interpretació de Ford d'un jove refugiat tímid i ardent va captar l'atenció fins i tot en una companyia tan estel·lar. "Glenn Ford, un nouvingut molt prometedor", va escriure Bosley Crowther de The New York Times en una crítica el 28 de febrer de 1941, "extreu més substància i simplicitat atractiva del seu paper del noi que qualsevol altre del repartiment".
Després de l'estrena de la pel·lícula a Los Angeles, que va rebre molta publicitat, i d'una gala per recaptació de fons a Miami, el president Franklin D. Roosevelt va veure la pel·lícula en una projecció privada a la Casa Blanca i la va admirar molt. El jove Ford va ser convidat al ball anual d'aniversari de Roosevelt. Inspirat i entusiasmat pel president, va tornar a Los Angeles i es va registrar ràpidament com a demòcrata i fervent partidari de Franklin Delano Roosevelt. «Vaig quedar tan impressionat quan vaig conèixer Franklin i Eleanor Roosevelt», va recordar Glenn Ford al seu fill dècades més tard, «vaig quedar encantat quan vaig tornar a Los Angeles i vaig trobar una bonica fotografia signada personalment per a mi. Sempre va ocupar un lloc de gran honor a casa meva».
Després de 35 entrevistes i crítiques entusiastes per a ell personalment, Glenn Ford aviat va aconseguir que les fans joves també li demanessin un autògraf. Tanmateix, el jove es va decebre quan Columbia Pictures no va fer res amb aquest prestigi i nova visibilitat i, en canvi, el va continuar contractant pel·lícules convencionals durant la resta del seu contracte de 7 anys. La seva següent pel·lícula, Texas, va ser el seu primer western, un gènere amb el qual s'associaria durant la resta de la seva vida. Ambientada després de la Guerra Civil Americana, el va emparellar amb una altra jove estrella masculina també sota contracte, William Holden, qui es va convertir en un amic de tota la vida. Van seguir més pel·lícules rutinàries, cap d'elles memorable, però prou lucratives per permetre a Ford comprar-se a ell i a la seva mare una bonica casa nova a la comunitat de Pacific Palisades.
Així doncs, *Ends Our Night* també va afectar la jove estrella d'una altra manera: l'estiu de 1941, mentre els Estats Units encara eren neutrals a la Segona Guerra Mundial, es va allistar a la Guàrdia Costanera Auxiliar dels Estats Units, tot i que va tenir un ajornament de classe 3 (per ser l'únic suport de la seva mare). Va començar el seu entrenament el setembre de 1941, conduint tres nits a la setmana fins a la seva unitat davant del mar a San Pedro i passant-hi la majoria dels caps de setmana.
Va continuar apareixent en pel·lícules per a Columbia com ara Go West, Young Lady (1941) i The Adventures of Martin Eden (1942).

### La Segona Guerra Mundial i Eleanor Powell

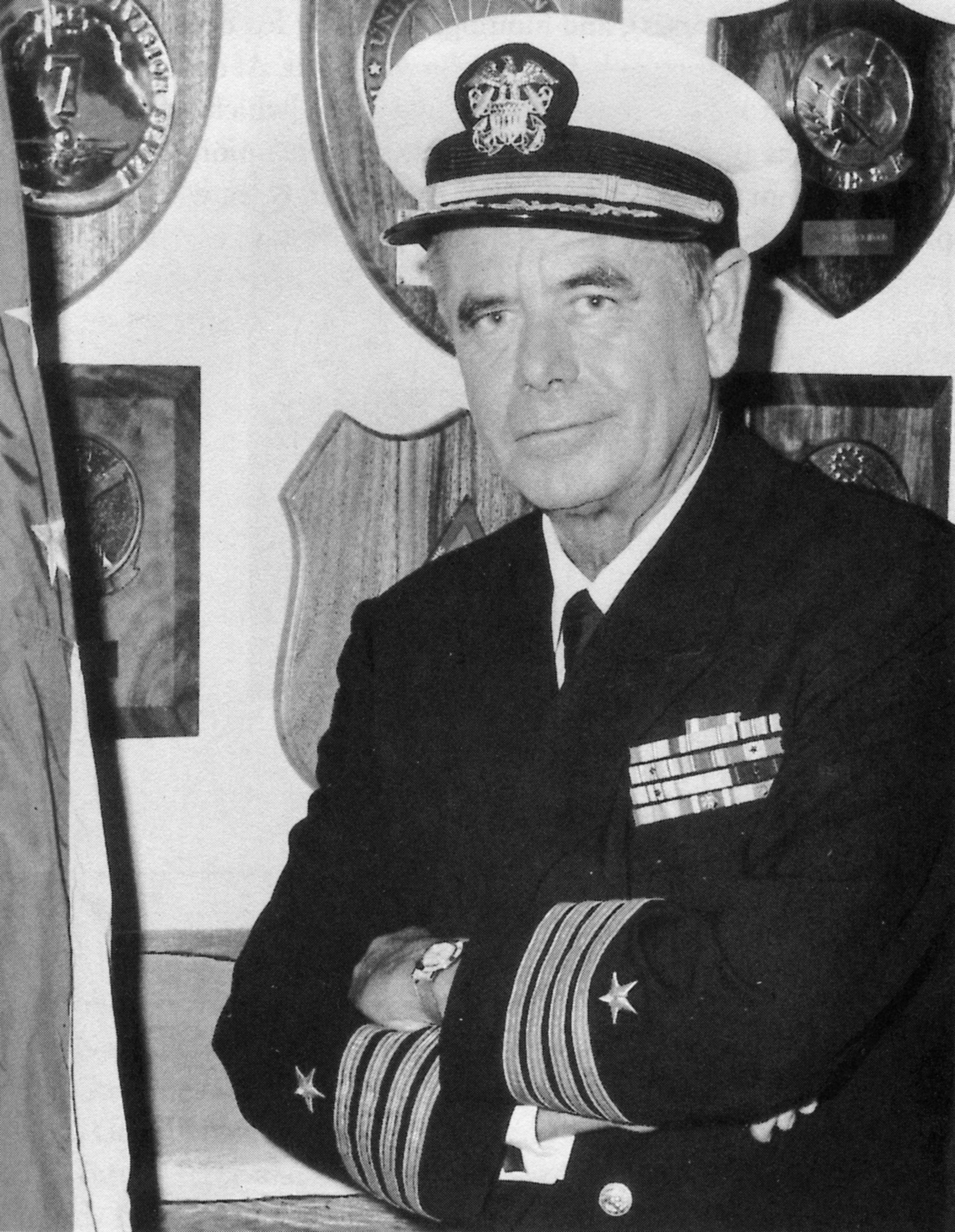
Capità Glenn Ford, Reserva Naval dels Estats Units

La seva carrera es va interrompre per la Segona Guerra Mundial. Voluntari en el cos de Marines el 1942, serveix en el Pacífic i a França. Casat amb l'actriu Eleanor Powell el 1943, és desmobilitzat l'any següent.
Deu mesos després del retrat de Ford d'un jove exiliat antinazi, els Estats Units van entrar a la Segona Guerra Mundial amb l'atac sorpresa imperial japonès a les bases navals i aèries de Pearl Harbor a Hawaii. Després d'interpretar un jove pilot a la seva onzena pel·lícula a Columbia, Flight Lieutenant (1942), Ford va fer una gira per 12 ciutats per vendre bons de guerra per a l'Exèrcit i l'Armada. Enmig de les moltes estrelles que també donen el seu temps– de Bob Hope a Cary Grant i Claudette Colbert– va conèixer la popular estrella de ball Eleanor Powell. Els dos es van enamorar aviat; van assistir junts a la inauguració oficial de la cantina de Hollywood USO a l'octubre
Ford va fer The Desperadoes (1942), un altre western. Aleshores, mentre rodava un altre drama bèl·lic, Destroyer, amb l'ardent antifeixista Edward G. Robinson, Ford es va oferir impulsivament voluntari a la Reserva del Cos de Marines dels Estats Units el 13 de desembre de 1942. L'estudi, sorprès, va haver de suplicar als Marines que donessin quatre setmanes més al seu segon protagonista masculí per completar el rodatge de la pel·lícula. Mentrestant, Ford va proposar matrimoni a Eleanor Powell, qui posteriorment va anunciar la seva retirada de la pantalla per estar a prop del seu promès quan ell va començar el camp d'entrenament del Cos de Marines.
Ford va recordar més tard al seu fill que el seu amic William Holden, que s'havia unit al Cos Aeri de l'Exèrcit dels Estats Units, i Ford n'havien "parlat i tots dos estàvem convençuts que les nostres carreres, que tot just s'estaven consolidant, probablement serien oblidades quan tornéssim... si tornéssim".
Va ser assignat al servei actiu a la base del Cos de Marines de San Diego el març de 1943. Amb el seu servei a la Guàrdia Costanera, li van oferir un lloc com a oficial del Cos de Marines, però Ford va rebutjar, ja que creia que s'interpretaria com un tracte preferencial per a una estrella de cinema i, en canvi, va entrar als Marines com a soldat ras. Es va entrenar a la base dels Marines de San Diego, on també tenia la base Tyrone Power, l'estrella de cinema masculina número u de l'època. Power va suggerir a Ford que s'unís a ell al programa de ràdio setmanal dels Marines , Halls of Montezuma, que s'emetia els diumenges al vespre des de San Diego. Ford va destacar en l'entrenament, guanyant la insígnia de tirador de fusell, sent nomenat "Home d'Honor" del pelotó i ascendint a sergent quan va acabar.
Mentre esperava la seva assignació a la base del Cos de Marines de Camp Pendleton, Ford es va oferir voluntari per interpretar un assaltant de la Marina.– sense acreditar– a la pel·lícula Diari de Guadalcanal, realitzada per Fox, amb Ford i altres envaint les platges del sud de Califòrnia. Més tard li va ensenyar això al seu fill petit Peter, juntament amb moltes altres escenes de batalla en blanc i negre d'altres pel·lícules. Frustrant-ment per a Ford, filmar escenes de batalla va ser el més semblant que va aconseguir mai a una acció enemiga. Després de ser enviat al Destacament d'Escoles del Cos de Marines (Secció Fotogràfica) a Quantico, Virgínia, tres mesos després, Ford va tornar a la base de San Diego el febrer de 1944 i va ser assignat a la secció de ràdio de l'Oficina de Relacions Públiques, Companyia del Quarter General, Batalló del Quarter General de la Base, on va reprendre el treball en la pel·lícula Halls of Montezuma.
Just quan Eleanor, ara la seva esposa, esperava el naixement del seu fill i el mateix Ford esperava amb il·lusió l'Escola d'Entreteniment d'Oficials. Va ser hospitalitzat a l'Hospital Naval dels Estats Units a San Diego amb el que van resultar ser úlceres duodenals, que el van afectar durant la resta de la seva vida. Va estar entrant i sortint de l'hospital durant els següents cinc mesos i finalment va rebre l'alta mèdica el tercer aniversari de Pearl Harbor, el 7 de desembre de 1944. Tot i que sense el servei de combat que esperava, Ford va ser guardonat amb diverses medalles de servei pels seus tres anys al Cos de Reserva de Marines: la Medalla de la Campanya Americana, la Medalla de la Campanya Àsia-Pacífic i la Medalla de la Victòria de la Segona Guerra Mundial, creada el 1945 per a qualsevol persona que hagués estat en servei actiu des del desembre de 1941. Després de la guerra, Ford va continuar la seva carrera militar a la Reserva Naval dels Estats Units fins ben entrada la Guerra del Vietnam, aconseguint el rang de capità.

### Gilda

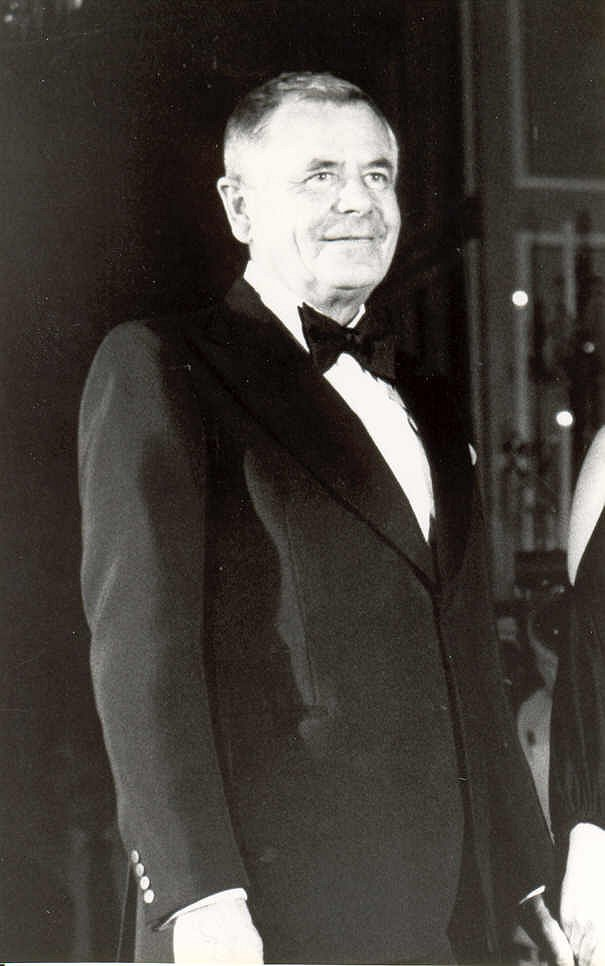
Ford als 63 anys a la convenció de la National Film Society el 1979

Poc després del seu retorn, Va assolir la celebritat el 1946 per la seva intervenció en el paper de Johnny Farell a Gilda de Charles Vidor, en particular per la famosa escena en què bufeteja Rita Hayworth. Al crític de cinema del New York Times, Bosley Crowther, no li va agradar gaire ni, com va admetre lliurement, ni tan sols va entendre la pel·lícula, però va assenyalar que Ford "acabava de tornar del servei de guerra" i va mostrar "una certa resistència i serenitat en el paper d'un jove jugador dur". Tanmateix, els intents successius de repetir l'èxit amb aquesta parella d'actors van ser sonats fracassos comercials, com Els amors de Carmen. Enllaça llavors pel·lícules, especialment westerns, sobretot els de Delmer Daves o Thrillers, com Els subornats de Fritz Lang. De fet, els seus millors papers van ser sota les ordres d'aquest director d'origen austríac.
La pel·lícula es va presentar al Festival de Cinema de Cannes, a França, en aquell moment en la seva primera edició. Ford va acabar protagonitzant un total de cinc pel·lícules al costat de Hayworth. i després del seu romanç a la ubicació (el seu matrimoni va sobreviure, el d'ella no), els dos es van convertir en amics de tota la vida, veïns i amants. Bellament rodada en blanc i negre pel director de fotografia Rudolph Mate, Gilda ha persistit com un clàssic del cinema negre. Té una qualificació del 96% a Rotten Tomatoes i, el 2013, va ser seleccionada per a la seva preservació al Registre Nacional de Cinema dels Estats Units per la Biblioteca del Congrés com a "culturalment, històricament o estèticament significativa".

### Estrella principal
Ara establerta com a estrella de les pel·lícules de "A", Ford va ser manllevada pels estudis Warner Bros per interpretar el protagonista de Bette Davis a A Stolen Life (1946). De tornada a Columbia va participar en Gallant Journey (1946), una pel·lícula biogràfica de John Joseph Montgomery; després va fer el thriller Framed (1947) i una comèdia, The Mating of Millie (1948). Ell i Hayworth es van retrobar amb Vidor en el costós rodatge en color del drama The Loves of Carmen (1948).
Ford va aparèixer en una comèdia, The Return of October (1948) i en un popular western , The Man from Colorado (1948). Aquest últim va coprotagonitzar William Holden. Tant Ford com el seu amic William Holden van prosperar durant les dècades del 1950 i del 1960, però Ford estava frustrat per no haver tingut l'oportunitat de treballar amb directors del calibre que Holden va tenir en la seva carrera guanyadora d'un Oscar, com ara Billy Wilder i David Lean . Es va perdre From Here to Eternity – com ho va fer Rita Hayworth– quan la producció va ser aturada pel cap de l'estudi de Columbia, Harry Cohn . També va cometre l'error, que va lamentar amargament més tard, de rebutjar el paper principal en la brillant comèdia Born Yesterday (també planejada amb Rita Hayworth), que Holden va aconseguir després.
Columbia va mantenir Ford constantment ocupat: The Undercover Man (1949), un film noir; Lust for Gold (1949), un western amb Ida Lupino ; i Mr. Soft Touch (1949), amb Evelyn Keyes, un altre misteri/film noir. La MGM el va manllevar per a El doctor i la noia (1950), i ell va anar als estudis RKO per a La torre blanca (1950).
De tornada a Columbia, Ford va fer Convicted (1950) amb Broderick Crawford i The Flying Missile, una pel·lícula de l'època de la Guerra Freda .

## Estrella autònoma
Ford va anar a la Paramount per The Redhead and the Cowboy (1951) i a la Fox per Follow the Sun (1951), on va interpretar Ben Hogan, i al western The Secret of Convict Lake (1951). A United Artists va protagonitzar The Green Glove (1952) i després la MGM el va tornar a cridar per a Young Man with Ideas (1952).
Ford es va retrobar amb Rita Hayworth per tercera vegada a Affair in Trinidad (1952). Va anar a la Gran Bretanya per protagonitzar Time Bomb (1953) de la MGM i després a la Universal pel western The Man from the Alamo (1953).
Ford va fer Plunder of the Sun (1953) amb John Farrow, i després va protagonitzar The Big Heat (1953), el melodrama policíaco clàssic de Fritz Lang amb Gloria Grahame, a Columbia. Després de Appointment in Honduras (1953) a la RKO, Ford es va reunir amb Lang i Grahame a Human Desire (1954). Ford va fer dos westerns, The Americano (1955) a la RKO i The Violent Men (1955) a Columbia.

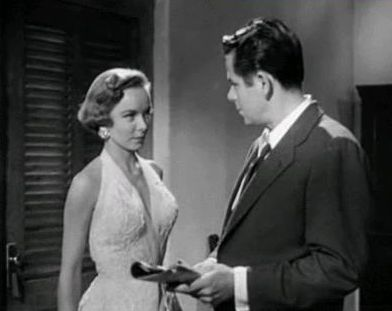
Diana Lynn i Glenn Ford a El saqueig del sol, 1953

El 1959 passa a formar part de la plantilla de la Metro, en on aconseguirà bons papers al costat del director Vincente Minnelli en Els quatre genets de l'Apocalipsi i El festeig del pare d'Eddie.

## Dècada del 1960
El primer fracàs financer de Ford des que havia assolit l'estatus d'estrella va ser l'èpica Western Cimarron (1960). Va aparèixer en algunes comèdies, com ara Cry for Happy (1961) amb Marshall i Pocketful of Miracles (1961) amb Frank Capra, però cap de les dues va ser tan ben rebuda com les seves comèdies de la dècada anterior. Ford va ser escollit per protagonitzar Els quatre genets de l'Apocalipsi (1961), un famós fiasco de taquilla.
La taquilla de Ford es va recuperar amb el thriller Experiment in Terror (1962) i la comèdia The Courtship of Eddie's Father (1963). Menys populars van ser les comèdies Love Is a Ball (1963) i Advance to the Rear (1964), aquesta última dirigida per Marshall. Va participar en el drama Fate Is the Hunter (1964) i en la comèdia romàntica Dear Heart (1964).

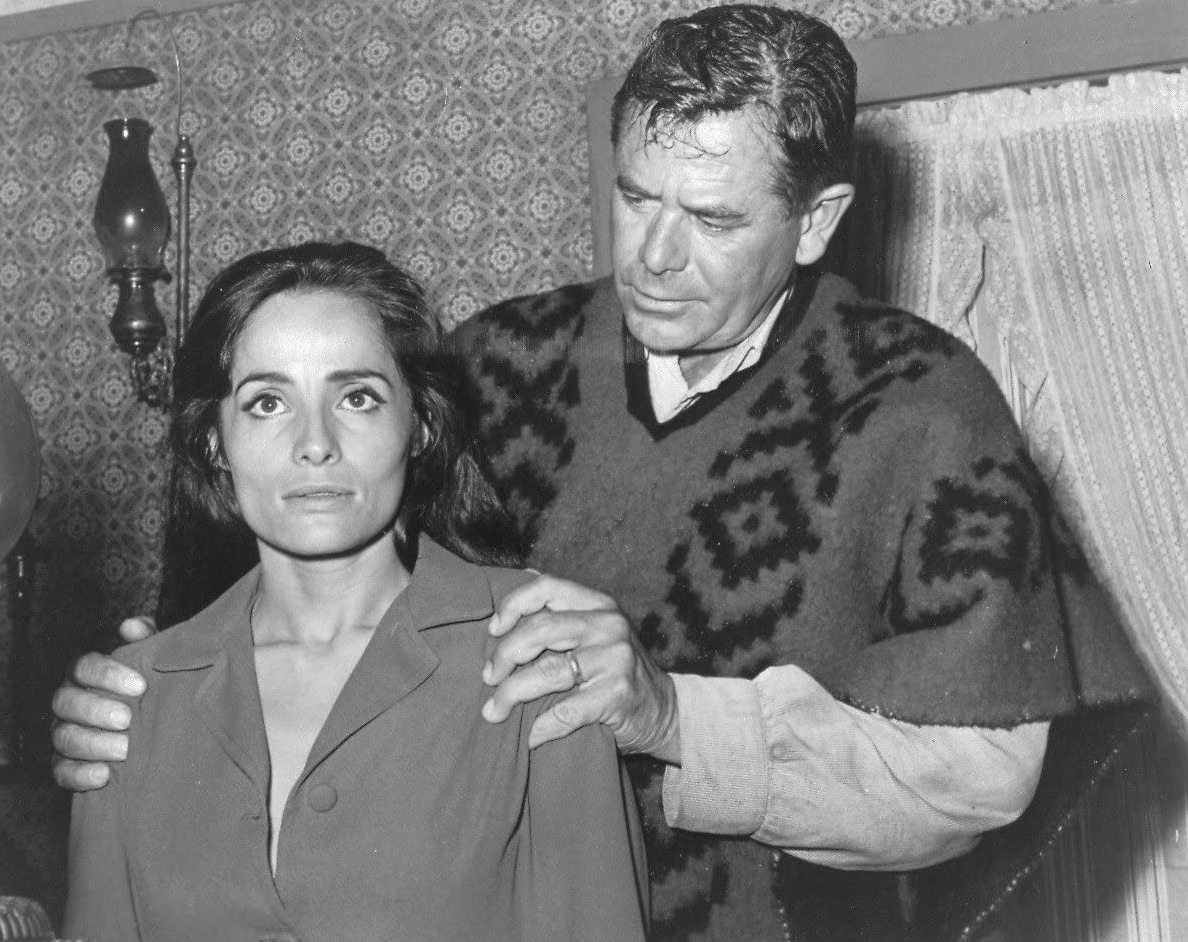
Ford juntament amb Pilar Pellicer el 1968

Ford va fer dues pel·lícules amb Burt Kennedy: The Rounders (1965) i The Money Trap (1965). Va ser una de les moltes cares famoses de Is Paris Burning? (1966) i va anar a Mèxic per Rage (1966).
Ford va aparèixer en alguns westerns: A Time for Killing (1967), The Last Challenge (1967), Day of the Evil Gun (1968), Smith! (1968) i El cel amb una pistola (1969).

## Carrera posterior
El 1976, Ford va interpretar el contraalmirall Raymond Spruance a l'èpica Midway al costat de Henry Fonda, que va interpretar l'almirall Chester Nimitz, i Charlton Heston, que va interpretar el capità fictici Matt Garth. El 1978, Ford va tenir un paper secundari a Superman com a Jonathan Kent, el pare adoptiu de Clark Kent.

### Servei militar posterior
Després del seu servei abreujat a l'època de la Segona Guerra Mundial, Ford va tornar a l'exèrcit el 1958. Va rebre una comissió directa com a tinent comandant a la Reserva Naval dels Estats Units (un rang nominalment júnior però relativament alt que tenia en compte l'imprimatur de Hollywood de Ford, donada la seva evident manca d'un títol universitari enmig de l'èmfasi contemporani de l'era de la Guerra Freda en l'educació en els rangs d'oficials de les Forces Armades dels Estats Units) i inicialment va ser assignat com a oficial d'assumptes públics (el mateix paper que va ocupar el seu personatge a la reeixida comèdia Don't Go Near the Water). Durant les seves gires d'entrenament anuals, promocionava la Marina a través d'emissions de ràdio i televisió, aparicions personals i documentals.
Ford va continuar combinant la seva carrera cinematogràfica amb el servei militar i va ser ascendit a comandant el 1963. Va ser ascendit de nou a capità el 1968 després de visitar el Vietnam del Sud el 1967 durant un mes com a explorador de localitzacions per a escenes de combat en una pel·lícula d'entrenament titulada Global Marine. En suport de l'escalada de la guerra del Vietnam del president Lyndon Johnson, va viatjar amb un equip de càmeres de combat des de la Zona Desmilitaritzada del Vietnam cap al sud fins al delta del Mekong . Pel seu servei a Vietnam, la Marina li va atorgar una Medalla d'Honor de la Marina. Es va retirar de la Reserva Naval a la dècada de 1970 amb el rang de capità. A més, el 1968 va ser guardonat amb la Medalla de la Reserva de les Forces Armades, que reconeix aquells que completen deu anys de servei honorable a la reserva.

### Televisió
El 1971, Ford va signar amb la CBS per protagonitzar la seva primera sèrie de televisió, una comèdia/drama de mitja hora titulada The Glenn Ford Show . No obstant això, el cap de la CBS, Fred Silverman, va suggerir una sèrie western, cosa que va donar lloc a la sèrie Cade's County. Ford va interpretar el xèrif del sud-oest Cade durant una temporada (1971–1972) en una barreja de misteri policíac i drama western.

### Ràdio
El 1950, Ford va interpretar el paper principal a Les aventures de Christopher London, creada per Erle Stanley Gardner i dirigida per William N. Robson . London va ser investigador privat a la sèrie setmanal d'aventures, que es va emetre els diumenges a les 19:00 a la cadena de ràdio NBC del 22 de gener al 30 d'abril de 1950.

## Vida personal

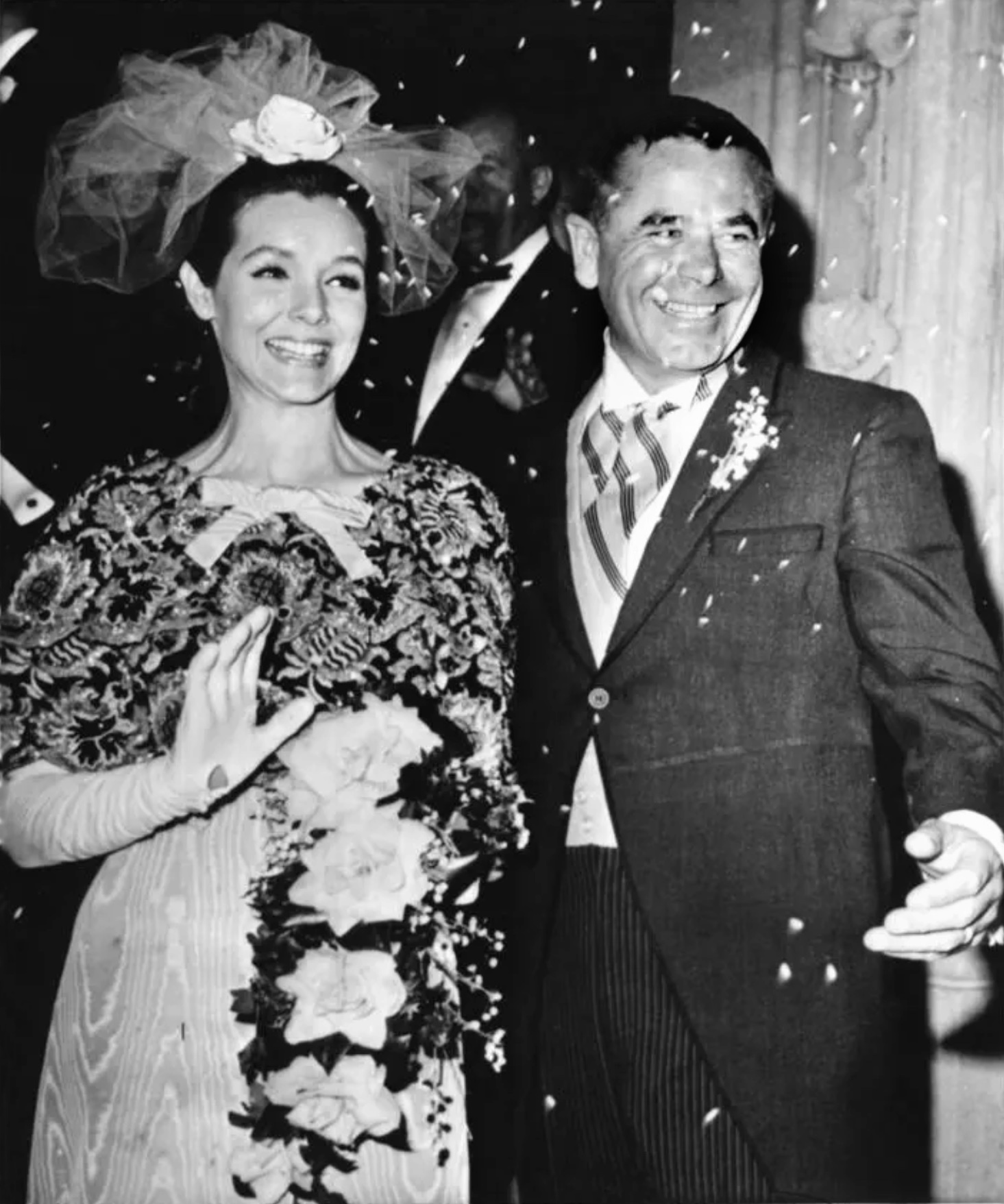
Ford i Kathryn Hays el dia del seu casament el 1966

La primera esposa de Ford va ser l'actriu i ballarina Eleanor Powell (1943–1959), amb qui va tenir el seu únic fill, l'actor Peter Ford (n. 945). La parella va aparèixer junta a la pantalla una vegada en un curtmetratge produït a la dècada de 1950 titulat Have Faith in Our Children. Quan es van casar, Powell era més famós que Ford. Es van divorciar el 1959.
Ford no va mantenir en bones relacions amb les seves exdones. Era un conegut donjuan que va tenir aventures amb moltes de les seves protagonistes, com ara Rita Hayworth, Maria Schell, Geraldine Brooks, Stella Stevens, Gloria Grahame, Gene Tierney, Eva Gabor i Barbara Stanwyck . Va tenir una aventura d'una nit amb Marilyn Monroe el 1962 i una aventura amb Joan Crawford a principis dels anys 40.
Ford va sortir amb Christiane Schmidtmer, Linda Christian i Vikki Dougan a mitjans dels anys seixanta, i també va tenir relacions amb Judy Garland, Connie Stevens, Suzanne Pleshette, Rhonda Fleming, Roberta Collins, Susie Lund, Terry Moore, Angie Dickinson, Debbie Reynolds, Jill St. John, Brigitte Bardot i Loretta Young . No obstant això, posteriorment es va casar amb l'actriu Kathryn Hays (1966–1969); més tard es van casar amb Cynthia Hayward (1977–1984) i Jeanne Baus (1993–1994). No obstant això, els quatre matrimonis van acabar en divorci. També va tenir una relació a llarg termini amb l'actriu Hope Lange a principis dels anys seixanta. Segons el llibre del seu fill Peter Ford , Glenn Ford: A Life (2011), Ford va tenir aventures amb 146 actrius, totes documentades als seus diaris personals, inclosa una aventura intermitent de 40 anys amb Rita Hayworth que va començar durant el rodatge de Gilda el 1945. La seva aventura es va reprendre durant el rodatge de la seva pel·lícula de 1948 Els amors de Carmen. Ford també s'havia promès amb Debra Morris a la dècada de 1980 i amb Karen Johnson a principis de la dècada de 1990.
El 1960, Ford es va traslladar a una casa al costat de la residència de Hayworth a Beverly Hills; van continuar la seva relació fins a principis dels anys vuitanta.

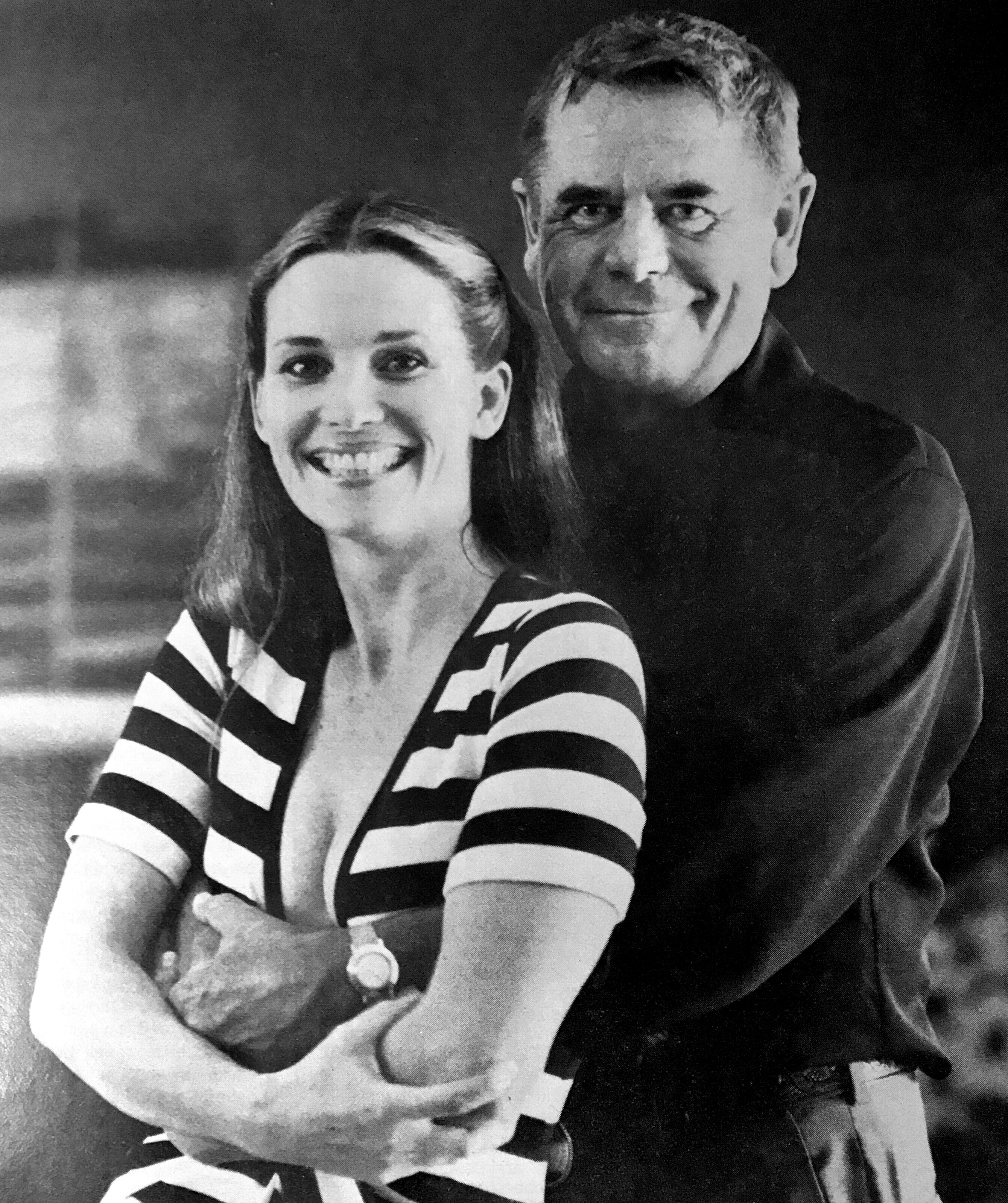
Ford amb la seva tercera esposa Cynthia Hayward el 1977

L'afer de Ford amb la stripper i actriu de culte Liz Renay va ser relatat per ella mateixa al llibre de 1991 Els meus primers 2.000 homes. Va classificar Ford com un dels seus cinc millors amants.
Ford també va documentar les seves nombroses relacions gravant cada conversa telefònica amb tots els seus amants i amics famosos durant 40 anys. Els presidents Richard Nixon i Ronald Reagan formen part d'aquestes gravacions, així com Rita Hayworth, Frank Sinatra, William Holden, John Wayne, Cary Grant, Ava Gardner, Gregory Peck, James Mason, Lucille Ball, James Stewart, Henry Fonda, Angie Dickinson, Joan Crawford, Bette Davis, Charlton Heston i Debbie Reynolds . Ford va instal·lar el sistema de gravació per escoltar les converses de la seva primera esposa, Eleanor Powell, per por que descobrís les seves infidelitats en sèrie i el deixés. Es va divorciar d'ell el 1959 per adulteri i crueltat mental.
En el punt àlgid de la seva fama, Glenn Ford va donar suport al Partit Demòcrata. Va donar suport a Franklin D.Roosevelt a la dècada del 1940, a Adlai Stevenson II el 1956 i a John F. Kennedy el 1960. Ford més tard va canviar el seu suport al Partit Republicà. Va fer campanya pel seu vell amic i company actor Ronald Reagan a les eleccions presidencials de 1980 i 1984.
El maig de 1980, Ford va intentar comprar els Atlanta Flames de la National Hockey League, amb la intenció de mantenir l'equip a la ciutat. Estava disposat a igualar els 14 milions de dòlars, una oferta feta per Byron i Daryl Seaman, però va ser superada per un grup d'inversió liderat per Nelson Skalbania, que incloïa els germans Seaman. El grup va adquirir la franquícia per 16 milions de dòlars el 23 de maig i finalment el va traslladar a Calgary.
Ford vivia a Beverly Hills, Califòrnia, on criava il·legalment 140 pollastres de raça Leghorn fins que va ser aturat pel Departament de Policia de Beverly Hills.

## Mort
Ford es va retirar de la interpretació el 1991 als 75 anys per problemes cardíacs i circulatoris. Va patir una sèrie d'ictus lleus que el van deixar amb una salut fràgil en els anys anteriors a la seva mort. Va morir a casa seva de Beverly Hills el 30 d'agost de 2006, als 90 anys.

## Premis

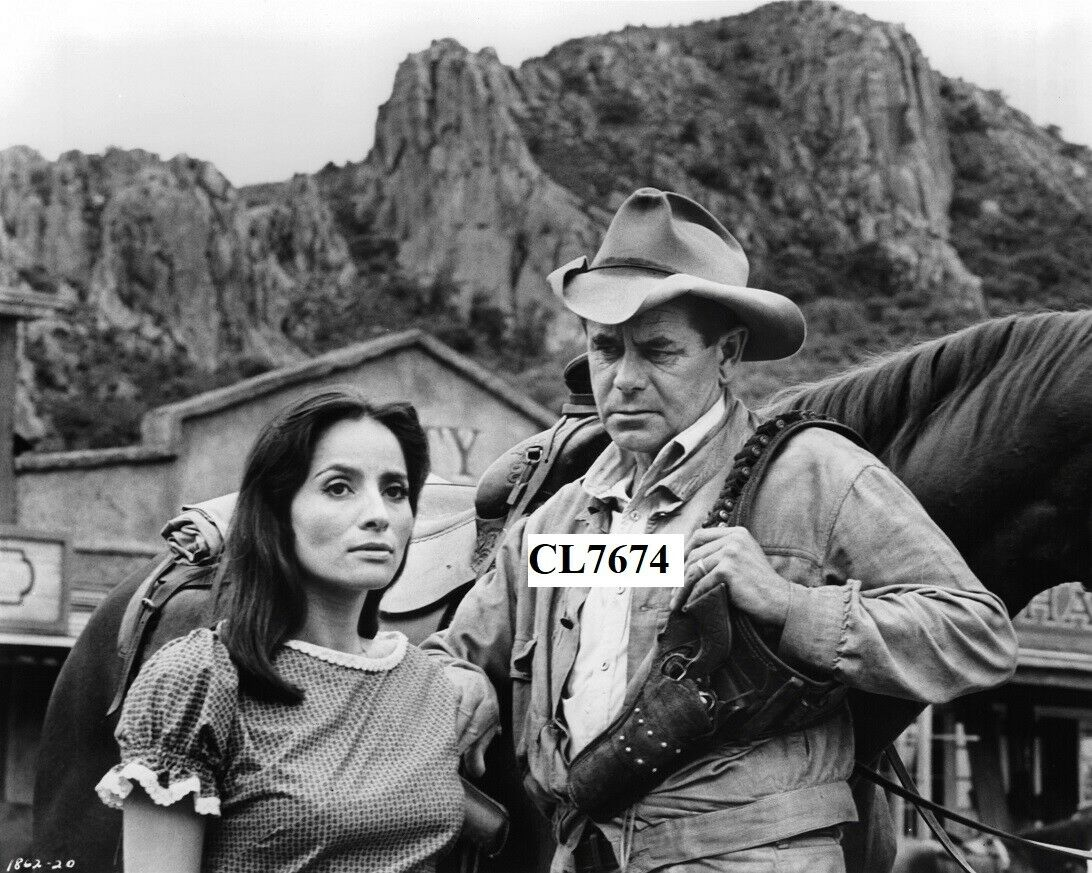
Ford i Pilar Pellicer en una foto publicitària de la pel·lícula El dia de la pistola malvada (1968)

Després de ser nominat el 1957, 1958 i 1962, Ford va guanyar un Globus d'Or com a millor actor per la seva actuació a Pocketful of Miracles, de Frank Capra, un remake de Lady for a Day (1933) que Ford va ajudar a produir.
Ford va aparèixer a la llista anual de Quigley dels deu millors campions de taquilla el 1956, 1958 i 1959, i va encapçalar la llista el 1958. Durant 10 anys consecutius, de 1955 a 1964, Ford va ser inclosa a la llista de Quigley de les 25 millors estrelles de taquilla.
El 1958, Ford va guanyar el premi Golden Laurel a la millor actuació còmica masculina pel seu paper a Don't Go Near the Water.
Per la seva contribució a la indústria cinematogràfica, Ford té una estrella al Passeig de la Fama de Hollywood, al número 6933 de Hollywood Blvd. El 1978, va ser inclòs al Western Performers Hall of Fame del National Cowboy & Western Heritage Museum d'Oklahoma City, Oklahoma. El 1987 va rebre el Premi Donostia al Festival Internacional de Cinema de Sant Sebastià i el 1992 va ser guardonat amb la medalla de la Légion d'honneur per les seves accions a la Segona Guerra Mundial.
Ford havia de fer la seva primera aparició pública en 15 anys en una gala d'homenatge del seu 90è aniversari organitzada per l'American Cinematheque al Grauman's Egyptian Theatre de Hollywood l'1 de maig de 2006. No obstant això, a l'últim moment es va decidir que estava massa malalt per assistir-hi. Preveient durant la setmana anterior que la seva salut podria impedir-li l'assistència, Ford havia gravat un missatge especial filmat per al públic, que es va projectar després d'una sèrie d'homenatges en persona d'amics com Martin Landau, Shirley Jones, Jamie Farr i Debbie Reynolds.
L'asteroide 3852 Glennford rep el nom en honor de Ford.

## Premis militars dels EUA
|                                            |                              |                                            |
|                                            |                              |                                            |
| Plantilla:Ribbon devices/alt               | Plantilla:Ribbon devices/alt | Plantilla:Ribbon devices/alt               |
| Bronze star · Plantilla:Ribbon devices/alt |                              | Bronze star · Plantilla:Ribbon devices/alt |
| Bronze star · Plantilla:Ribbon devices/alt | Plantilla:Ribbon devices/alt | Plantilla:Ribbon devices/alt               |
| Plantilla:Ribbon devices/alt               |                              |                                            |

| Insígnia de la guerra submarina                              |                                                    |                                                                 |
| Armada i Cos de Marines Medalla de Menció                    |                                                    |                                                                 |
| Cinta d'Acció de Combat                                      | Medalla del Servei de Defensa dels Estats Units    | Medalla de la Campanya Americana                                |
| Medalla de la Campanya Àsia-Pacífic amb 1 estrella de servei | Medalla de la Victòria de la Segona Guerra Mundial | Medalla del Servei de Defensa Nacional amb 1 estrella de servei |
| Medalla del Servei al Vietnam amb 1 estrella de servei       | Medalla de la Reserva de les Forces Armades        | Cinta de rifle de franctirador de la Marina                     |
| Medalla de la França alliberada                              | No identificat                                     | No identificat                                                  |

## Llegat
En una entrevista de 1981, Ford va dir que les seves pel·lícules preferides eren The Blackboard Jungle, Gilda, Cowboy, 3:10 to Yuma, The Sheepman i The Gazebo . "Potser no van ser les millors fotos que vaig fer, però són les que recordo amb més afecte per la gent que hi va participar", va dir. "Gent com George Marshall, que va dirigir sis pel·lícules amb mi, i Debbie Reynolds."

## Filmografia
| - Night in Manhattan (1937) - My Son Is Guilty (1939): Barney - Heaven with a Barbed Wire Fence (1939): Joe - Blondie Plays Cupid (1940): Charlie - The Lady in Question (1940): Pierre Morestan - Babies for Sale (1940): Steve Burton/Oscar Hanson - Men Without Souls (1940): Johnny Adams - Convicted Woman (1940): Jim Brent (reporter) - Go West, Young Lady (1941): Xèrif Tex Miller - Texas (1941): Tod Ramsey - So Ends Our Night (1941): Ludwig Kern - Flight Lieutenant (1942): Danny Doyle - The Adventures of Martin Eden (1942): Martin Eden - Destroyer (1943): Mickey Donohue - The Desperadoes (1943): Cheyenne Rogers - Gallant Journey (1946): John Joseph Montgomery - A Stolen Life (1946): Bill Emerson - Gilda (1946): Johnny Farrell/narrador - Framed (1947): Mike Lambert - The Return of October (1948): Prof. Bentley Bassett Jr. - Els amors de Carmen (The Loves of Carmen) (1948): Don José Lizarabengoa - The Man from Colorado (1948): Coronel Owen Devereaux - The Mating of Millie (1948): Doug Andrews - The Doctor and the Girl (1949): Dr. Michael Corday - Mr. Soft Touch (1949): Joe Miracle - Passió per l'or (1949): Jacob 'Dutch' Walz - The Undercover Man (1949): Frank Warren - The Flying Missile (1950): Cmdr. William A. Talbot - Convicted (1950): Joe Hufford - The White Tower (1950): Martin Ordway - The Secret of Convict Lake (1951): Jim Canfield - Follow the Sun (1951): Ben Hogan - The Redhead and the Cowboy (1951): Gil Kyle - La dama de Trinidad (1952): Steve Emery - Young Man with Ideas (1952): Maxwell Webster - The Green Glove (1952): Michael 'Mike' Blake - Cita a Honduras (Appointment in Honduras) (1953): Steve Corbett - The Big Heat (1953): Detectiu Sergent Dave Bannion - Plunder of the Sun (1953): Al Colby - The Man from the Alamo (1953): John Stroud - Time Bomb també anomenat Terror on a Train (1953): Maj. Peter Lyncort - Desig humà (Human Desire) (1954): Jeff Warren - City Story (1954): narrador - Trial (1955): David Blake - Interrupted Melody (1955): Dr. Thomas 'Tom' King - La jungla de les pissarres (Blackboard Jungle) (1955): Richard Dadier - Homes violents (The Violent Men) (1955): John Parrish - The Americano (1955): Sam Dent - The Teahouse of the August Moon (1956): Capt. Fisby - The Fastest Gun Alive (1956): George Temple/George Kelby, Jr. - Jubal (1956): Jubal Troop - Ransom! (1956): David G. 'Dave' Stannard - Don't Go Near the Water (1957): Tinent J.G. Max Siegel | - El tren de les 3:10 (3:10 to Yuma) (1957): Ben Wade - Torpedo Run (1958): Tinent Cmdr. Barney Doyle - Imitation General (1958): Sergent major Murphy Savage - The Sheepman (1958): Jason Sweet - Cowboy (1958): Tom Reese - The Gazebo (1959): Elliott Nash - It Started with a Kiss (1959): Sergent Joe Fitzpatrick - Cimarron (1960): Yancey 'Cimarron' Cravat - Pocketful of Miracles (1961): Dave 'the Dude' Conway - Plorar d'alegria (Cry for Happy) (1961): CPO Andy Cyphers - Xantatge a una dona (Experiment in Terror) (1962): John 'Rip' Ripley - Els quatre genets de l'apocalipsi (1962): Julio Desnoyers - Love Is a Ball (1963): John Lathrop Davis - The Courtship of Eddie's Father (1963): Tom Corbett - Dear Heart (1964): Harry Mork - Fate Is the Hunter (1964): Sam C. McBane - Advance to the Rear (1964): Capt. Jared Heath - The Money Trap (1965): Joe Baron - Els desbravadors (1965): Ben Jones - Rage (1966): Doc Reuben - Is Paris Burning? (1966): Tinent General Omar N. Bradley - Duel a mort a Rio Rojo (The Last Challenge) (1967): Marshal Dan Blaine - La cavalcada dels maleïts (A Time for Killing) (1967): Maj. Tom Wolcott - Les armes del diable (Day of the Evil Gun) (1968): Lorne Warfield - Heaven with a Gun (1969): Jim Killian/Pastor Jim - Smith! (1969): Smith - The Brotherhood of the Bell (1970) (TV): Prof. Andrew Patterson - Cade's County (1971) (TV): Sam Cade - Santee (1973): Santee - Jarrett (1973) (TV): Sam Jarrett - Punch and Jody (1974) (TV): Peter 'Punch' Travers - The Greatest Gift (1974) (TV): Rev. Holvak - The Disappearance of Flight 412 (1974) (TV): Coronel Pete Moore - Midway (1976): RAdm. Raymond A. Spruance - The 3.000 Mile Chase (1977) (TV): Paul Dvorak/Leonard Staveck - Superman (1978): Jonathan Kent - Evening in Byzantium (1978) (TV): Jesse Craig - Day of the Assassin (1979): Christakis - The Gift (1979) (TV): Billy Devlin - Beggarman, Thief (1979) (TV): David Donnelly - The Sacketts (1979) (TV): Tom Sunday - The Visitor (1979): Detectiu Jake Durham - Superman II: Jonathan Kent - Fukkatsu no hi (1980): President Richardson - Happy Birthday to Me (1981): Dr. David Faraday - My Town (1986) (sèrie de televisió): Lucas Wheeler - Casablanca Express (1989): General Major Williams - Law at Randado (1989) (TV) - Border Shootout (1990): Xèrif John Danaher - Final Verdict (1991) (TV): Rev. Rogers - Raw Nerve (1991): Captain Gavin |